# Koba Gogoladze
K'oba Gogoladze (georgiska: კობა გოგოლაძე) född 7 januari 1972 i Poti, Megrelien-Övre Svanetien i Georgien, är en professionell boxare från Georgien. Han deltog i de olympiska spelen 1996 i lättviktsklassen, där han förlorade kvartsfinalen mot Leonard Doroftei från Rumänien.